# Rise of the Tomb Raider
Rise of the Tomb Raider är ett actionäventyrsspel, det tionde spelet i serien Tomb Raider och uppföljaren till Tomb Raider (2013). Det är utvecklat av spelföretaget Crystal Dynamics och utgivet av Square Enix. Spelet släpptes i november 2015 till Xbox 360 och Xbox One. Det släpptes även till Microsoft Windows i januari 2016 och till Playstation 4 i oktober samma år.

## Utveckling
I augusti 2013 bekräftade Square Enix att en uppföljare var under utveckling. Den 9 juni 2014 blev Rise of the Tomb Raider utannonserat på E3-mässan. Spelet är en tidsexklusivitet för Xbox-plattformar.